# 스리리버스구

스리리버스구의 위치

스리리버스구(영어: Three Rivers District)는 잉글랜드 하트퍼드셔주에 위치한 비도시 자치구로 중심 도시는 릭먼스워스이며 인구는 90,423명(2014년 기준), 면적은 88.8km2이다.